# 新竹長和宮
24°48′31″N 120°57′54″E / 24.808582°N 120.964876°E
新竹長和宮，是位於臺灣新竹市北區長和里的媽祖廟，廟身列為市定古蹟，與新竹水仙宮相鄰。

## 早期歷史
乾隆七年（1742年），淡水同知莊年、淡水廳守備陳士挺等倡建媽祖廟，由王世傑家族捐地。廟名取「長和」，以期船頭行長久合作、和平共處。在乾隆十三年（1748年）官方在竹塹城內興建新竹內天后宮後，長和宮開始被叫作「外媽祖」。

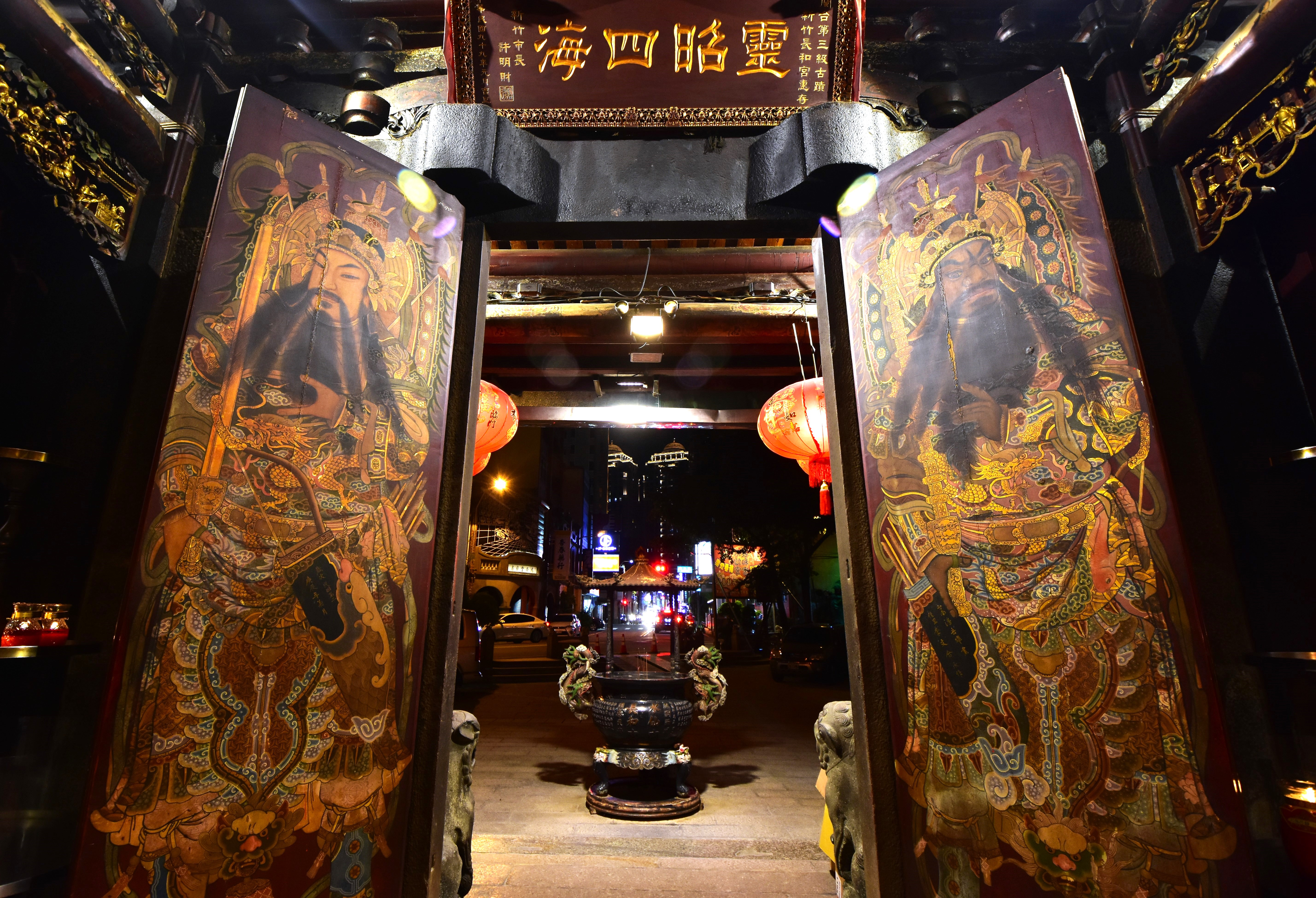
門神

長和宮為竹塹古輕便車道的起點，陸運貨物會經過今日的城北街、境福街（樹林頭境福宮）、東大路、經塹港富美宮，最後到頭前溪口的南寮港口。清治和日治時代北門街商行雲集，水郊行商以此廟為為集會處所，日治時期廟埕就開始有小吃市集聚集。

## 建築文物

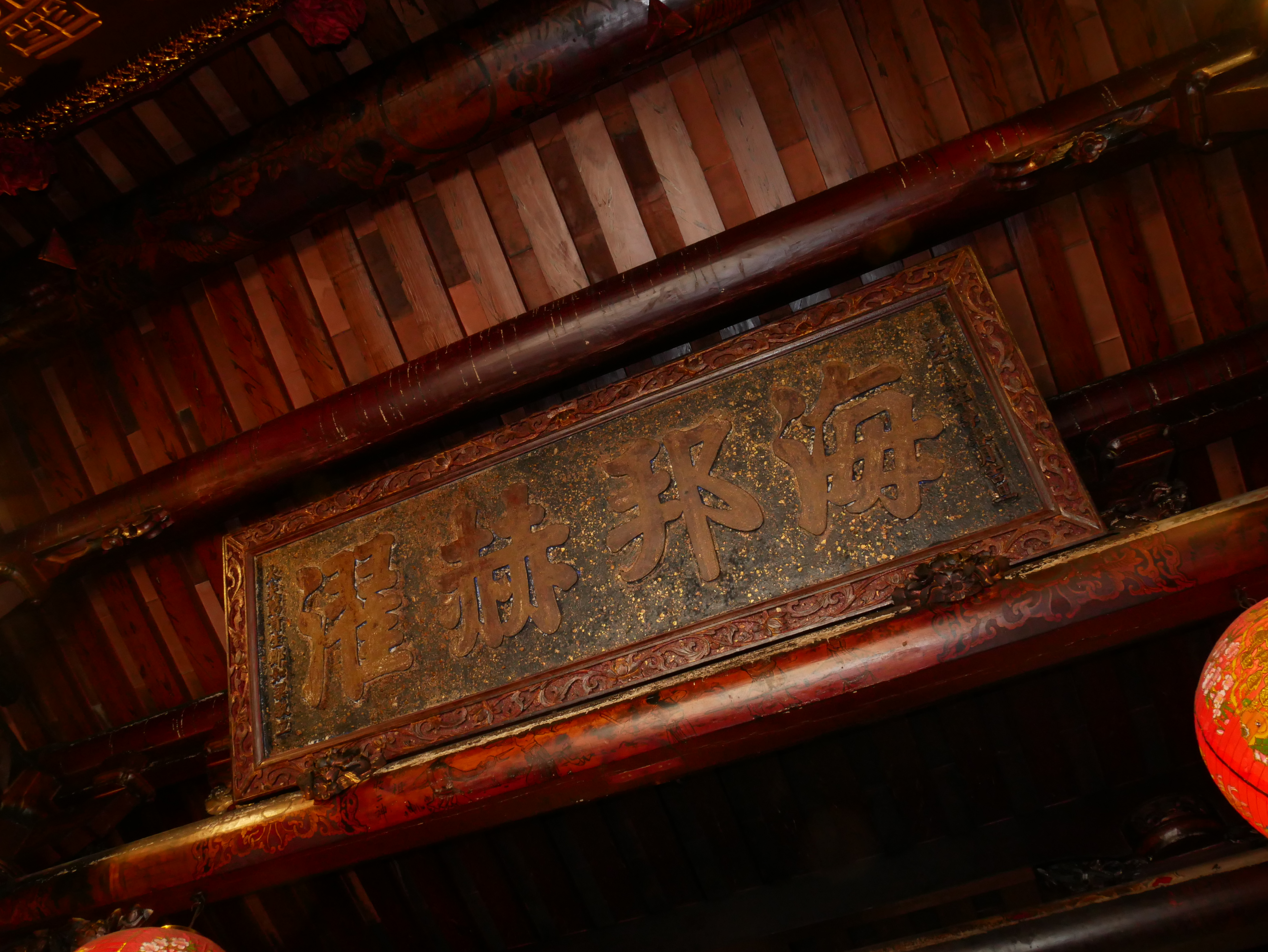
「海邦赫濯」匾

廟宇今址為新竹市北門街135號，屬長和里。建築為泉州風格，採三進式格局，地下設有八角形乾井與稱為「土龍」地下排水道。古匾有嘉慶年間「德可配天」、「霖雨蒼生」，道光年間「海邦赫濯」、「后來其蘇」、「海邦砥柱」，同治年間「泛舟利濟」外，尚有「萬世永賴」、「盛德在水」、「續著平成」等多方匾額。

## 建築特色
長和宮由三川殿、正殿與後殿所組成，其中三川殿的牆堵石雕仍為清朝原件。 三川殿正殿之木結構有對場作，不過不明顯。前殿石雕有對場作，不過不明顯。是臺灣現存少數同時具有石雕對場作及木結構場作之建築。可能是台灣現存最早之對場作建築。

## 真髮聖物
長和宮開基媽祖神尊為軟身神像，在乾隆七年由福建莆田萬梅堂禪師林義濤從湄洲媽祖祖廟請來，稱為「湄洲祖廟正三媽」。其乘座鑾椅、鳳冠霞披、錦繡袍裙、三寸金蓮履、繡花荷包囊都是當時隨該金身帶來。傳說其頭髮是媽祖生前所遺留三束頭髮之一，另外一尊有的在湄洲朝天閣正殿、但文化大革命期間被毀，還有一尊流向南洋不知去向。
右殿牆外列排光緒十三年（1887年）「瀨江祀碑」及道光十五年（1835年）、同治五年（1866年）的古碑，碑文已湮漫不識。
側殿為新竹水仙宮。

## 古蹟修復
1984年11月13日，林衡道夥同行政院文化建設委員會第一處處長劉立民等，勘察新竹金山寺、李錫金孝子坊、鄭用錫墓、新竹關帝廟、潛園、新竹都城隍廟、鄭用錫宅第、鄭氏宗廟、新竹長和宮和香山天后宮，以決定是否列為古蹟。1996年11月14日，新竹市議員李黃錦燕質疑，長和宮已被列為三級古蹟，廟裡多處樑柱腐朽，雖然兩年前新竹市政府即已編列預算新臺幣五百萬元修繕，而且預算獲新竹市議會通過，但還不見維修。次年，長和宮管理委員會主委楊金土向臺灣省政府委員秦金生請願省府協助，再獲得預算資助。
此次維修為新竹市政府首次整修寺廟古蹟。1998年6月30日維修動土，新竹市市長蔡仁堅、中國國民黨國民大會代表李榮勝、中國國民黨臺灣省議員張蔡美及地方人士等人參加。廟方將廟前的攤販依面積大小分成二級補償遷移，大攤補償新臺幣一百萬元，小攤新臺幣五十萬元，要求攤商在1999年1月20日前完成遷移。2000年1月20日舉行上大樑，由市長蔡仁堅主祭，新竹市文化局局長洪惠冠、新竹市政府民政局局長陳清和及長和宮管理委員會主委楊金土等人陪祭。
原先新竹市政府預估修復總工程費用為新臺幣一千七百多萬元，後增至新臺幣二千七百九十四萬餘元，2001年完工時已耗資新臺幣五千多萬元。廟方又花新臺幣四億元購買土地與興建香客大樓。

## 祭祀活動
中殿奉媽祖，後殿則奉祀觀音菩薩。

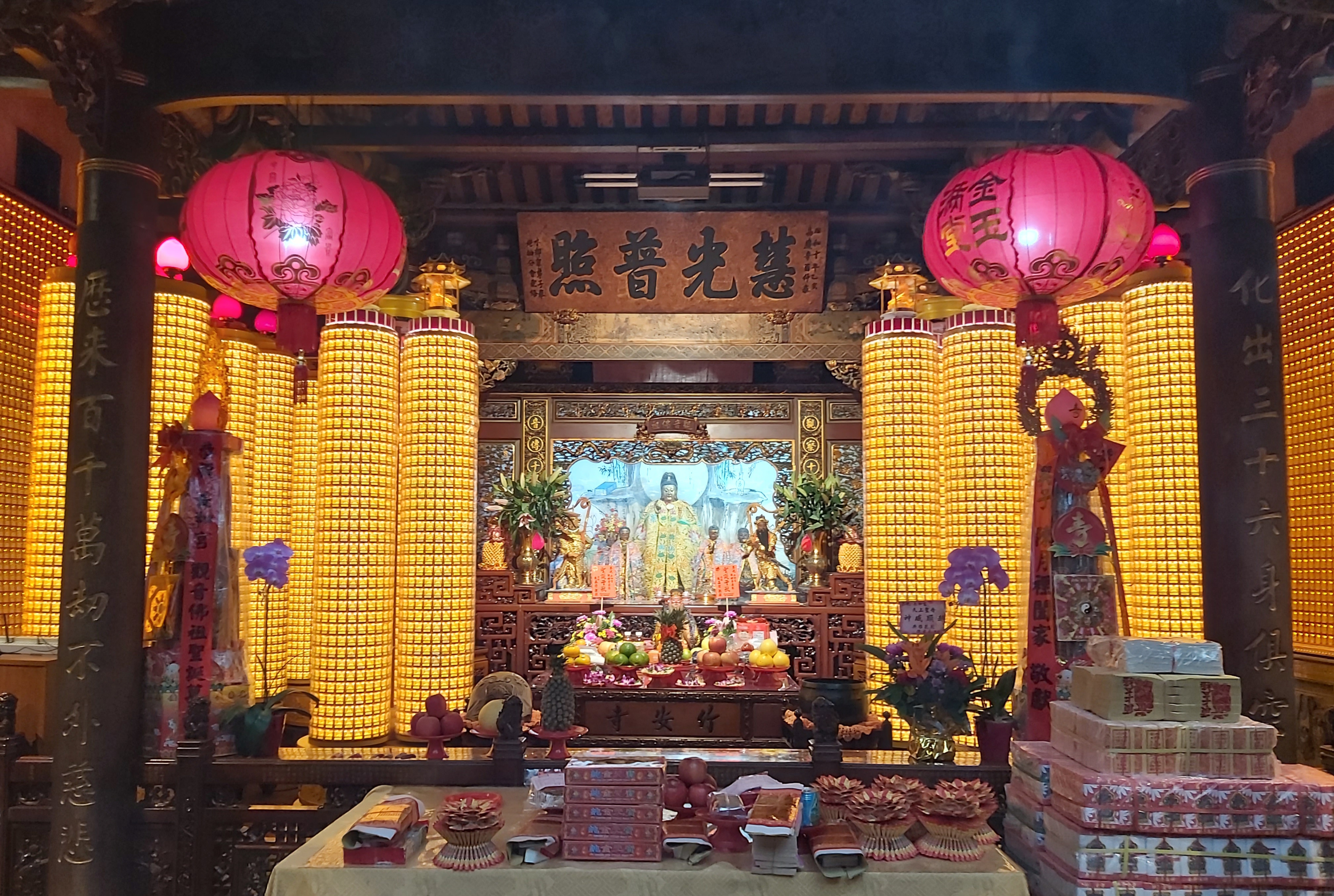
後殿「竹安寺」觀音佛龕

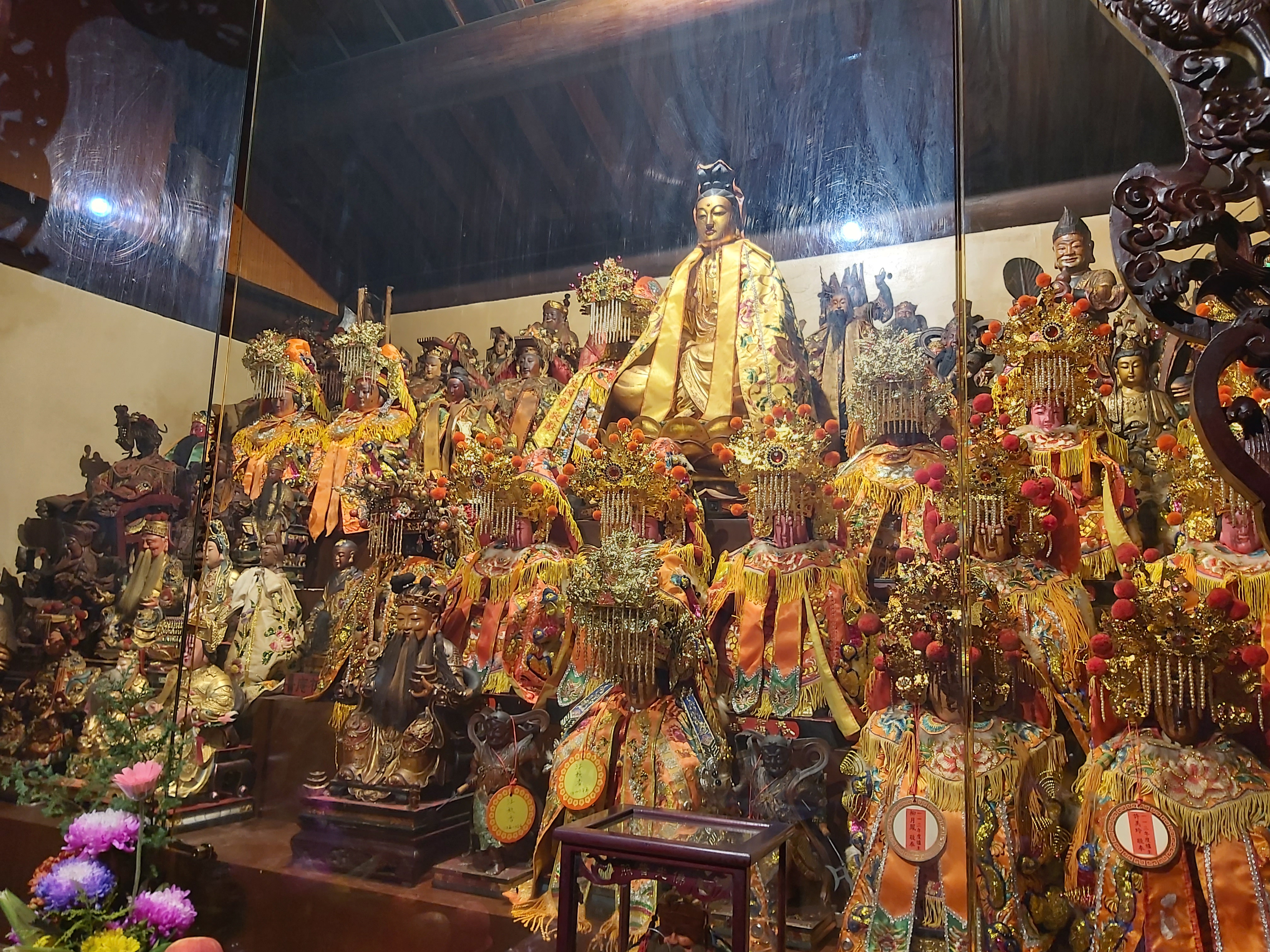
新竹長和宮偏殿供奉的神尊

每逢祭祀大典，長和宮必封廟門，為開基媽祖神像整理衣冠、梳洗頭髮。媽祖生日時，會舉行稱作「走關限」活動，是在一塊木板上，放置等於該年月份數的金箔紙，信徒走過後，將衣服蓋官印，以求平安。2005年4月28日，首度與竹縣客家人信仰的五和宮一同在新竹縣繞境出巡。
農曆七月二十三，廟方在北門老街上擺桌設宴舉行稱作「眾街普」的中元普渡。
廟方提供尺寸分為尺三與尺六的媽祖神像，供信徒迎請作長期供奉、或短期迎請之用。

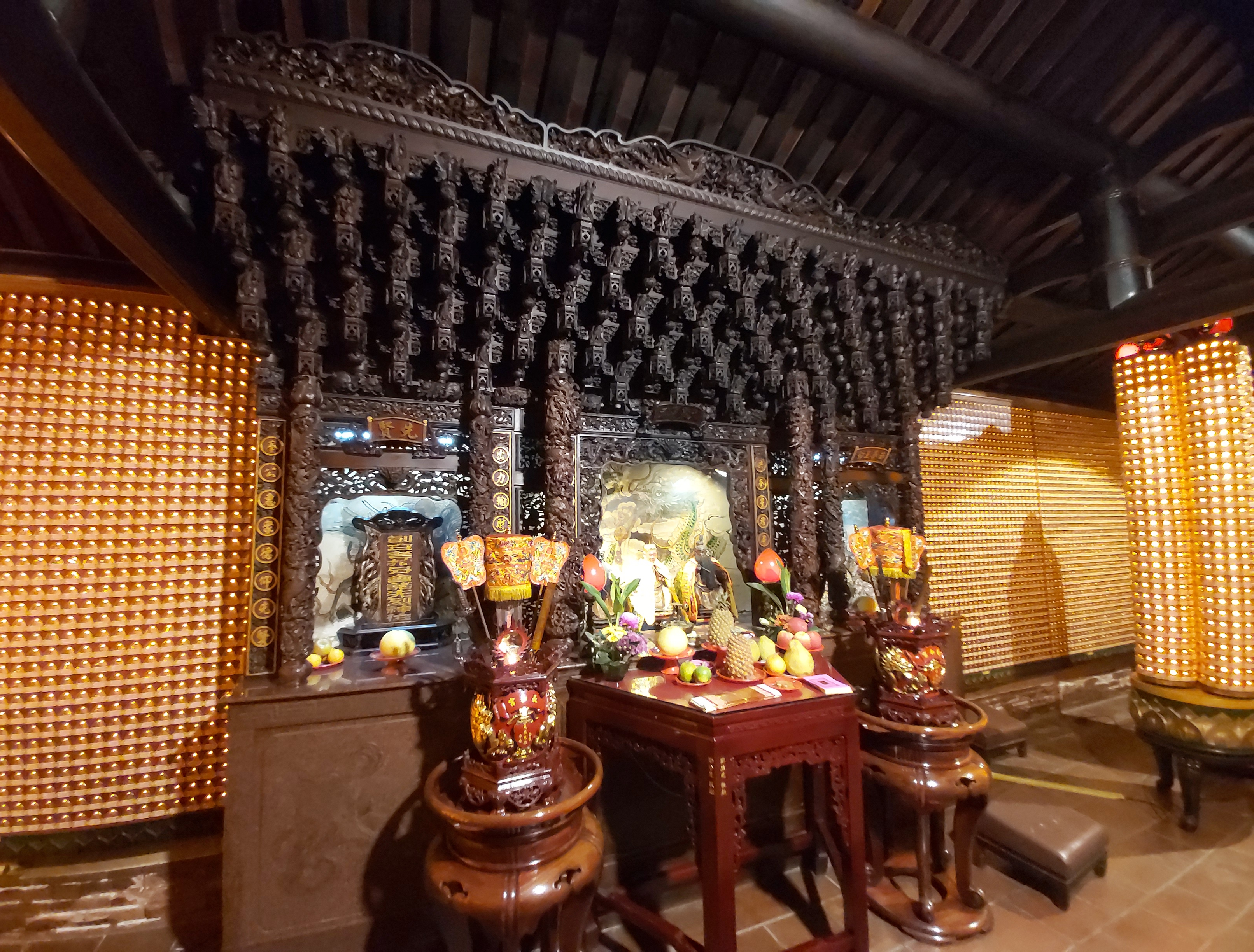
太歲殿

## 保釣事件
1996年，華僑聯合臺灣保釣運動人士成立「前進釣魚台執行委員會」，由魯國明任召集人，向美國僑界募款，購買可供跳傘用的C-45型飛機，取名「保釣精神號」，並在臺灣招集空降人員到美國受訓。該年8月15日，保釣人士李衛華想趁空降釣魚臺時將媽祖神像安奉島上，便到長和宮表明迎請尺三大小的神像，擲三杯獲同意。次月11日，民主進步黨國民大會代表陳婉真說，得到南方澳南天宮支持，要出動數百隻漁船，每船都載一尊媽祖神像登陸釣魚臺。
1997年9月2日清晨6點13分，王仲年開著保釣精神號載眾人從蘇比克灣國際機場起飛，十多分鐘到了四千呎高空時，左發動機二號汽缸爆炸起火，飛機以機腹迫降回機場。同年9月10日，李衛華、王仲年、尹莉文這三人去長和宮上香，叩謝媽祖顯靈庇護。楊金土回憶，請神像那天，跟在李衛華後面的有十多人，有人錄影、有人照相，他還以為李衛華做大生意要迎請媽祖到越南，過了一年看報紙才知是要赴釣魚臺。李衛華將原先神像供奉自己在新竹市開的麻辣鋪裡。2001年4月16日，媽祖誕辰當天，李衛華首次帶這尊媽祖回長和宮參加拜壽。
2010年9月13日，保釣人士黃錫麟曾試圖搭乘漁船將大甲鎮瀾宮媽祖送上釣魚臺，但在日本海上保安廳艦艇干擾下無功而返。

## 外部連結
國家第三級古蹟~新竹長和宮